# 橋本祐樹
橋本 祐樹（はしもと ゆうき、1989年1月24日 - ）は、日本の声優、俳優。大阪府出身。身長は175cm。

## 略歴
メインキャストプロダクション、ステイラックを経て 、一旦フリーとして活動後、マック・ミックに所属後に退所。

## 人物
趣味はスポーツ観戦。特技は殺陣、野球、関西弁。第一種運転免許を持っている。

## 出演

### テレビアニメ
2016年
- ALL OUT!!（三上季吉）

2017年
- 戦国鳥獣戯画 〜乙〜（島津義弘、柿崎景家）
- 異世界はスマートフォンとともに。（男）
- 徒然チルドレン（加賀優樹）
- コンビニカレシ（男子）
- 戦刻ナイトブラッド（兵士、家臣）

2018年
- バジリスク 〜桜花忍法帖〜（小姓）
- 3D彼女 リアルガール（通行人）
- 俺が好きなのは妹だけど妹じゃない（男子生徒D、駅員）

2019年
- マナリアフレンズ（生徒B）
- スタミュ（生徒）

### Webアニメ
- 衛宮さんちの今日のごはん（2019年、部員）

### ゲーム
- パラノーマルキス（崎屋エイト、崎屋ケイジ）
- ライブラリークロスインフィニット（リゼ）
- グランマルシェの迷宮（ドアーズ、ラプ）
- DRAGON BLADE（馬良、華佗、管亥、徐栄、沮授、劉辟、トウ茂）
- 蝶々事件（非徒）
- ファイトリーグ（杖球スイーパー ウィーゼル[8]）
- WAR OF BRAINS（キングボーン、イデアの騎士）
- 破軍三国志（張郃）
- 戦国DRIVE（主人公、安倍晴明、石田三成）
- フリージング エクステンション（アオイ＝カズヤ）
- プリンセスコネクト！Re:Dive（2018年 - 2019年、ファン、王宮騎士）
- モンスターストライク（オオサカ）
- サンクタス戦記-GYEE-（2020年 - シグ[9]、ヤング[10]）

### 吹き替え
- アサシネーション・ネーション
- ロア〜奇妙な伝説〜（ニルス）
- 浪漫ドクター キム・サブ（ト・インボム、パク・ウンタク）

### ドラマCD
- 恋と嘘ドラマCD3巻（客２）
- バンドやろうぜ! BLAST/Dreamer（野球部員）
- バンドやろうぜ! デュエル・ギグ！vol.1-Cure²tron EDITION-（ナンパ男B）
- バンドやろうぜ!FairyApril／Storm flight!（スタッフB）
- Collar×Malice 怪盗アドニスからの挑戦状（宅配業者）

### ナレーション
- AbemaTV「DTテレビ」
- 劇場版ウルトラマンX〜きたぞ！われらのウルトラマン〜 Blu-ray&DVD」

### オーディオブック
- 謎解きはディナーのあとで
- 聞く、演じる!日本昔のおはなし 2巻 （弁慶）

### テレビドラマ
- 遺留捜査 （テレビ朝日）- アイドル 役
- よろず占い処 陰陽屋へようこそ（関西テレビ） - ホスト 役
- 三匹のおっさん（テレビ東京） - 落書き犯 役
- 六本木Deeper（NOTTV）
- 横浜見聞伝スター☆ジャン Episode:2（tvk） - サールヴァウント（声） 役

### 特撮
- ウルトラマンデッカー（テレビ東京） - 作業員、化学班員 役

### テレビ
- 恋してトラベル（NHK） - 熊野ヒロ 役

### CM
- 東京都水道局（多摩川純）

### 舞台
- タクミくんシリーズ～そして春風にささやいて～（2009年12月） - 吉沢道雄 役
- デビルマン～不動を待ちながら～（2010年7月） - 泉ジュンヤ 役
- Blood Heaven～第七天国～（2011年6月） - ロイスター 役
- 朗読劇 『グリムの森』（2011年11月） - カケル  役
- Snow flake （2011年12月） - シュイ 役
- 灰とダイヤモンド2012 （2012年2月） - トパーズ 役
- 舞台しちゃいますッ!! （2012年3月） - 森永役
- フラボーイ （2012年5月） -好間慎吾 役
- 陽はまたのぼりそしてくりかえす（2012年6月） - 室田三郎 役
- 自分が嫌いになる、その前に。（2012年10月） -ケン 役
- DOG’ （2013年1月） -ペロ 役
- SAKURA（2013年3月） -平野虎之助 役
- TAKE-MITSU（2013年6月） -イガラシギンジロウ 役
- The tempestテンペスト（2013年6月） - ステファーノ役
- TRISK ーpolygraph mintー（2013年10月） -樋口役
- 人狼TLPT #08:MISSION The Castle Job（2013年12月）-ビリー 役
- 人狼TLPT #09:VILLAGE V 冬霧に冴ゆる村（2014年1月） -信者ビリー 役
- 人狼TLPT#11:VILLAGE VI 春風の薫る村
- 人狼TLPT#18:MISSION II The Buggy Job  -メカニック ビリー 役
- 白キ肌ノケモノ（2014年2月）-ヒノデ 役
- 気ままなゴーストにご用心（2014年4月）-大石 役
- ノブナガ・ザ・フール act3『最後の晩餐』 （2014年7月）- カエサル兵 役
- 朗読劇『待夢カプセル』（2014年8月）- 祐人 役
- ご町内デュエル（2014年10月）- 内藤裕介 役
- 下北沢VR （2018年8月）- 藤沢ハル  役